# Monica Iozzi
Monica Iozzi de Castro (født 2. november 1981 i Ribeirão Preto, Brasilien) er en brasiliansk skuespiller.

## References
1. ↑  "Museu da TV". Arkiveret fra originalen 3. april 2012. Hentet 6. januar 2012.